# 黄斑蓝子鱼
黄斑蓝子鱼（学名：Siganus oramin）为蓝子鱼科蓝子鱼属的鱼类，俗名黎猛、网纹臭都鱼。分布于非洲东岸至太平洋中部、南至澳大利亚、北至日本、台湾岛以及西沙群岛、海南岛等，属于暖水性近海鱼类。其一般栖息于岩礁或珊瑚丛中。

## 扩展阅读
維基物種上的相關：黄斑蓝子鱼